# Fürstenwalde

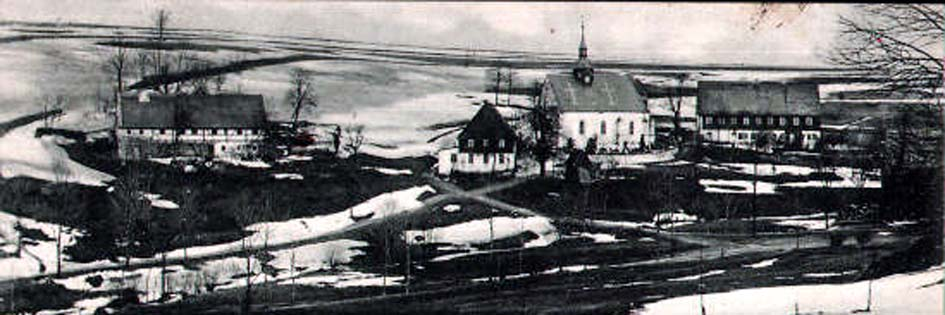
Kostel kolem roku 1903

Fürstenwalde je vesnice, místní část města Altenberg v německé spolkové zemi Sasko. Nachází se v zemském okrese Saské Švýcarsko-Východní Krušné hory a má 301 obyvatel. Leží ve východních Krušných horách, nedaleko české hranice.

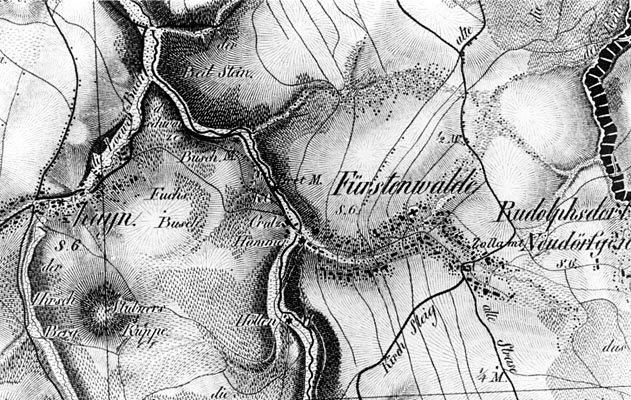
Fürstenwalde na staré mapě z roku 1821

## Zeměpisná poloha
Fürstenwalde leží asi 45 km jižně od Dresden ve východních Krušných horách (Osterzgebirge), poblíž českých hranic (Krupka). Podél hranic sousedí Fürstenwalde s obcemi Müglitz, Liebenau a Oelsen. Na české straně je to Adolfov. Asi 200 m za Leichensteinem směrem na jih sousedí s loukami z větší části zaniklé osady Mohelnice.

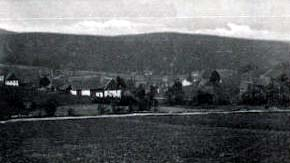
Pohled na obec kolem roku 1916

## Vývoj počtu obyvatel ve Fürstenwalde
| - 1547: 170 - 1623: 200 | - 1834: 438 - 1871: 500 - 1890: 440 | - 1910: 472 (2) - 1925: 511 (2) - 1939: 477 (2) - 1946: 702 (2) - 1962: 540 (2) - 1997: 436 (1) - 1998: 434 - 1999: 425 | - 2000: 418 - 2001: 422 - 2002: 409 - 2003: 394 - 2004: 385 - 2005: 357 - 2006: 358 - 2007: 347 |

(1): od 1997: obyvatelé na počátku roku (registrace obyvatel města Geising) 

(2): Obyvatelé včetně Rudolphsdorfu 

## Dějiny
Fürstenwalde je v listinách poprvé zmínka roku 1324, kdy obec patřila do panství Lauenstein. Byli to pravděpodobně dřevorubci a uhlíři, kteří toto místo podél potoka založili. Bývalá obec se rozprostírá na délce dvou kilometrů s výškovým rozdílem v rozpětí 120 metrů. Kolem roku 1340 zde stálo přibližně 20 rolnických stavení, jedna kaple a dva mlýny. Po objevení ložisek železné rudy v Lauensteinu začal rozkvět hornictví, jemuž vděčí za vznik osada Kratzhammer, kdysi část obce Lauenstein. Železo se zpracovávalo ve starém hamru ("Hammerschänke"). Přístup do vesnice tvořila v její dolní části tzv. stará železná cesta. Po ní se vytěžené železo zpočátku dopravovalo až do Nizozemí.

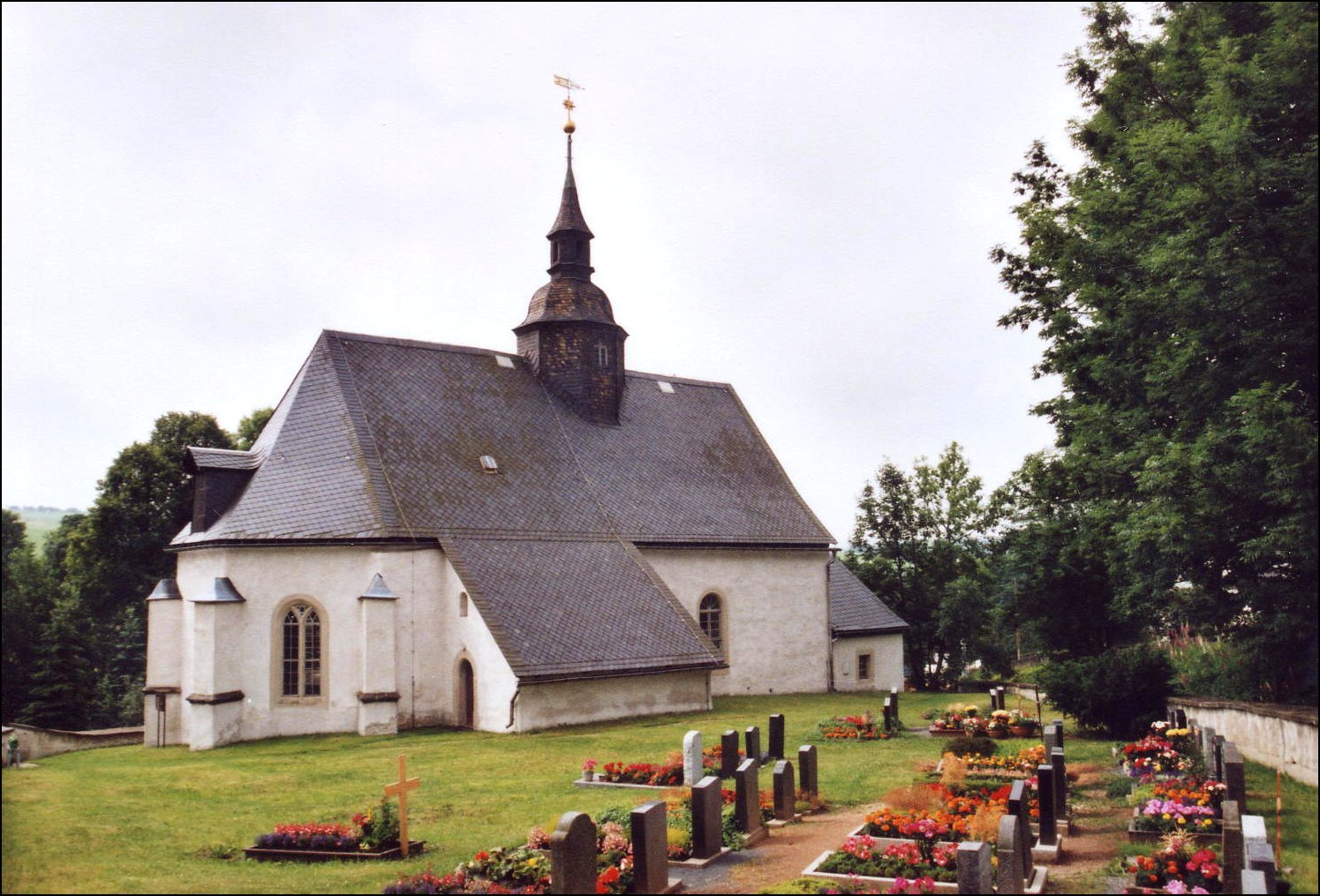
Kostel ve Fürstenwalde

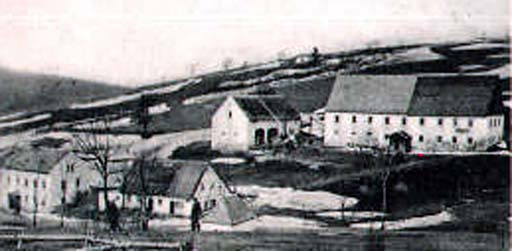
Erbgericht kolem roku 1903

V polovině 15. století byla z Pirny od drážďansko-teplické poštovní silnice, neboli Solné stezky, postavena odbočka, která přicházela z Breitenau přes horní část Fürstenwalde k hranici (Schwarzes Kreuz) a vedla dále do Čech. Později po ní jezdily i poštovní dostavníky, jak dokazuje poštovní milník směrem na Liebenau. Les a zemědělství s příslušnými řemesly hrály v této vesnici po staletí důležitou roli. V důsledku drsného klimatu trpěla oblast rozmary počasí a také války přinášely období pustošení, nemocí a bídy.
Potok Mohelnice (Müglitz), který pramení 4 km od Fürstenwalde na českém území a pak protéká idylickou místní částí Müglitz podél hranice, přinášel do svého údolí často hrůzu, když se během vydatných srážek změnil v dravý proud. Naposledy tomu bylo při záplavách v srpnu 2002. Také v roce 1927 zde velké záplavy způsobily velké škody.

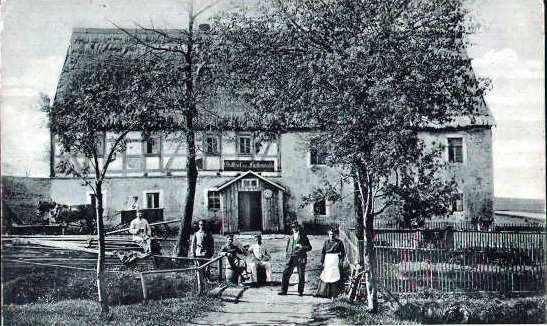
Horní hostinec

Z někdejších tří hostinských sálů zůstal dnes jediný. Ten v "Hammerschänke" byl přestavěn, "Erbgericht" (v dobách NDR se plánovala přestavba na luxusní zotavovnu) byl zbourán a sál v hostinci Landgasthof byl značně zmenšen. Sál v nově postaveném spolkovém domě naproti "Hammerschänke" slouží nyní konání různých místních akcí. Je zde také bowlingová dráha.
Fürstenwalde bylo částí města Geising, které se k 1. 1. 2011 stalo částí města Altenberg.

### Černý Kříž

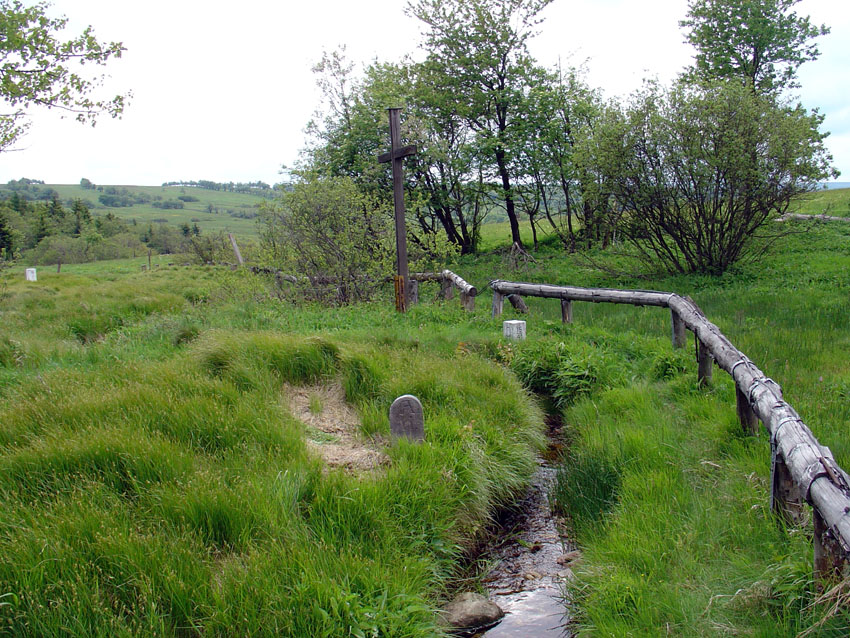
Černý Kříž

Leží mezi Fürstenwalde a Müglitz, přímo na hraničním přechodu staré teplické poštovní silnice, která vede z Drážďan přes Dohnu, skrz Harthu (Nasenbach, A 17) do Fürstenwalde a dále podél hradu Kyšperk přes Teplice do Prahy. Těsně u hraničního potoka při samotě Ebersdorfer Weiler stojí dřevěný kříž, obecně známý pod jménem Černý Kříž. Nachází se na Černých Loukách, jež dostaly své jméno od prohlubní hustě zarostlých stromy a naplněných vodou, které se pak proměnily v bažinaté louky. Pohraničnímu lesu se také dříve říkalo Černý les, kvůli jeho neprostupnosti a přítomnosti loupežníků. Prý se kdysi v bažinatém terénu propadl poštovní dostavník s cenným nákladem a nebyl již nikdy nalezen. Také se vypráví o loupežnících, kteří vyloupili poštovní dostavník a zavraždili všechny cestující.

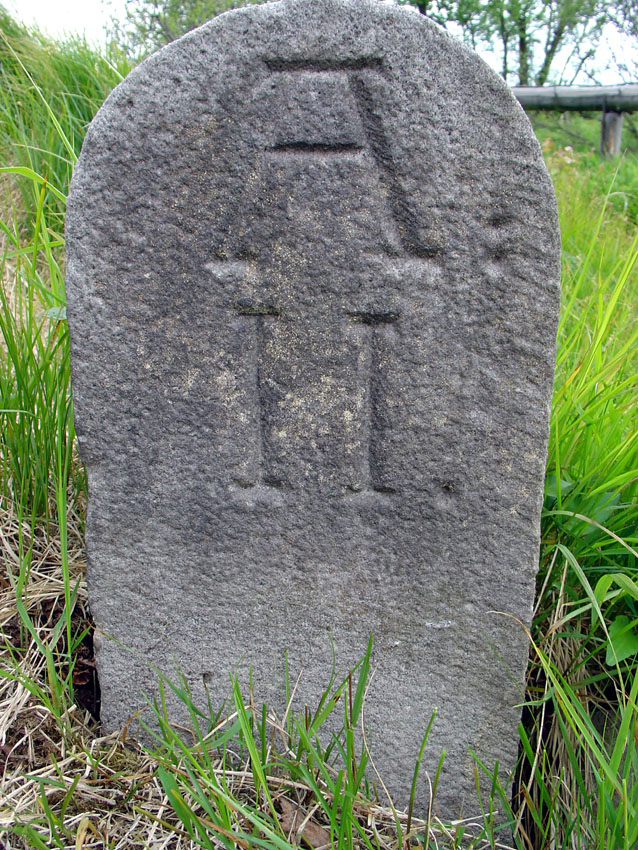
Starý německý hraniční kámen v místě Černý Kříž ve Fürstenwalde (Geising)
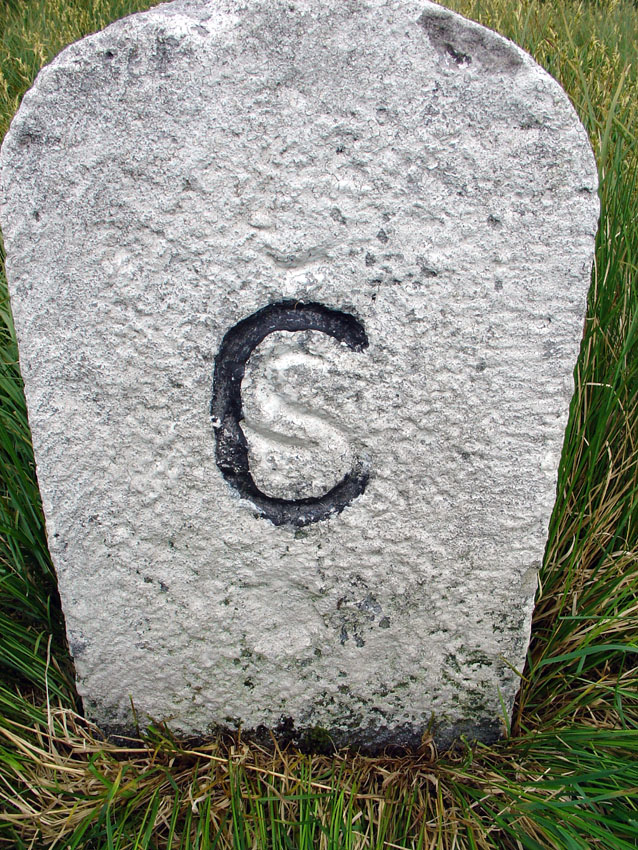
Dříve CS, nyní český hraniční kámen poblíž Fürstenwalde (Geising)
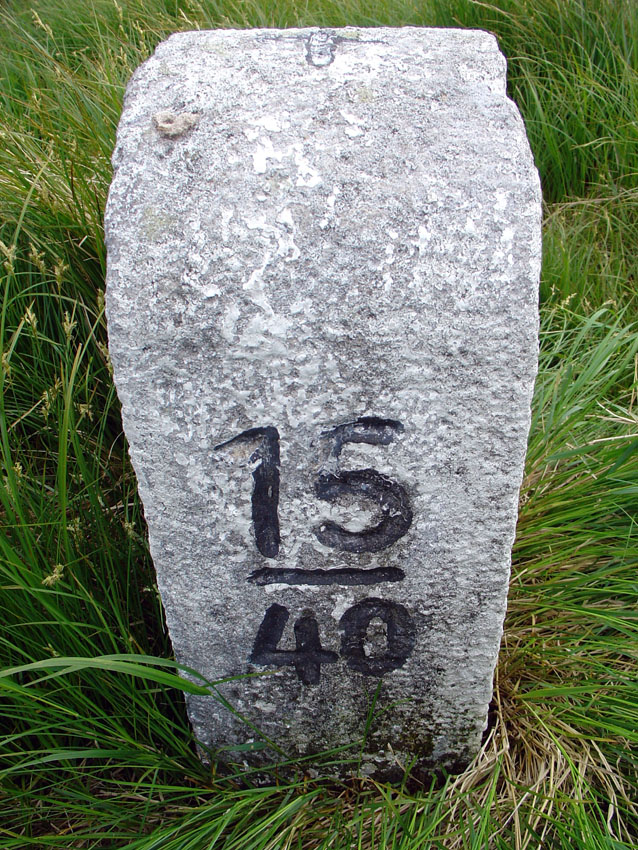
Český hraniční kámen u Fürstenwalde (Geising)

### Místní části

#### Rudolphsdorf

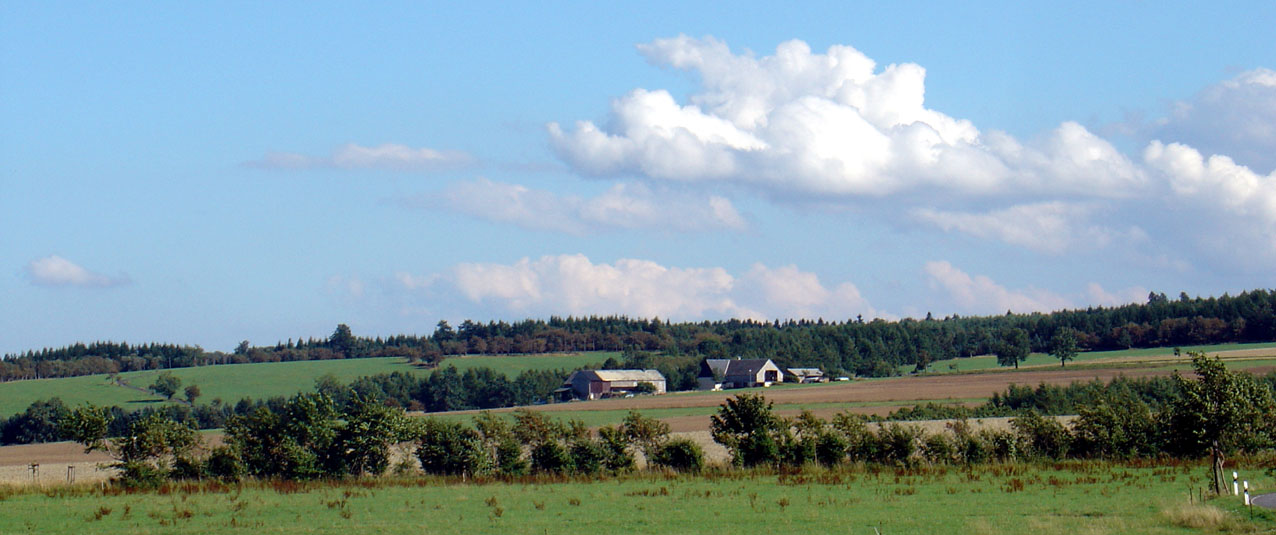
Pohled na Rudolphsdorf

Místní část Rudolphsdorf (pojmenovaná po lauensteinském zámeckém pánovi jménem Rudolph von Bünau) byla založena nejspíš jako poplužní dvůr. Tato místní část patří odedávna k Fürstenwalde. Leží nad Fürstenwalde, přímo na české hranici. Těsně u hranice, na nehostinném místě, stojí osamocená usedlost, stará fořtovna (na místě zvaném "Haberfeldwald"). Paní, která tam bydlí („babička Schulzová“), se díky tomu již několikrát dostala do televizních šotů a novinových článků. Pravděpodobně zde již kolem roku 1400 stála jedna z prvních sklářských hutí ve východním Krušnohoří. Ve vizitační listině z roku 1539 lze nalézt zápis o příjmech fürstenwaldského faráře: „soll nachfolgen der Zins oder Dezem von Nauendorffe, die Glashütte genanth“ (Hermann Löscher, 1954). V roce 1555 se píše: „Newndorffel, zvaná skelná huť “. Huť byla již tehdy asi dávno zaniklá, protože místní obyvatelé potřebovali dřevo pro těžbu rudy.
O osadě se na počátku 19. století mluvilo jako o Ober Wiesenberg a v roce 1810 objevilo označení "Kupferstecher Bach". Dříve to bylo větší sídlo s hostincem a mnoha obyvateli. V důsledku vysídlení Sudet bylo na opačné straně hranice zbouráno mnoho domů. Na německé straně bylo zase mnoho budov strženo při stavbě přehrady na pitnou vodu Gottleuba (doba stavby: 1965–1974), protože bylo dané území zdrojovou oblastí pitné vody. Podobně dopadly osady Kleinliebenau a Oelsengrund. Obyvatelé Rudolphsdorfu byli přestěhováni do bloku domů, postavených ve Fürstenwalde. V místě zůstalo jen několik málo rodin.
Od roku 2006 zde probíhá akce nového vysazování syslů ve východních Krušných horách. Je to projekt organizace BUND Landesverband Sachsen e. V.

##### Vývoj počtu obyvatel Rudolphsdorfu

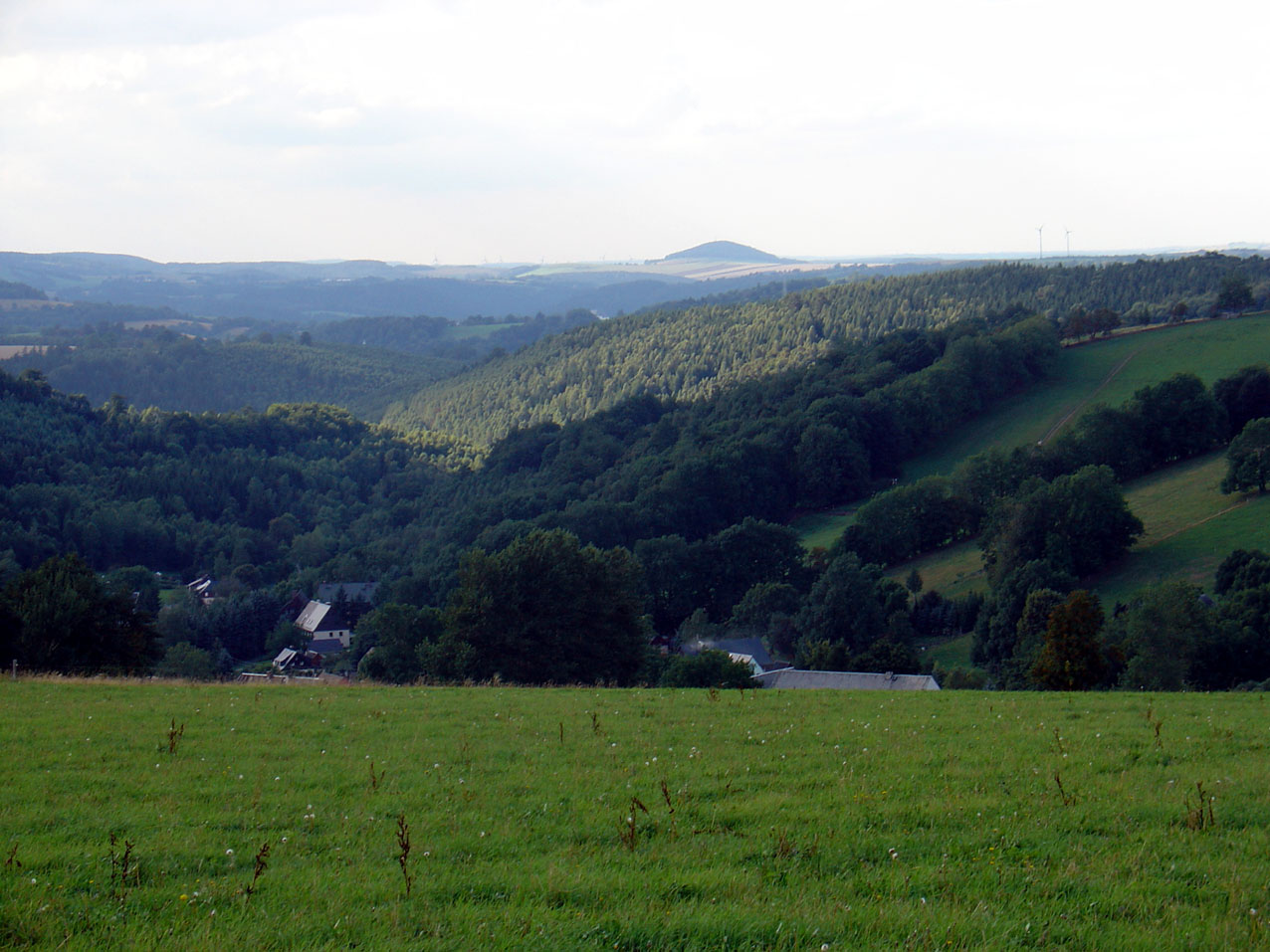
Pohled směrem na Kratzhammer

| - 1547: 45 (Neu- Rudolfsdorf) - 1623: 50 (Neu- Rudolfsdorf) | - 1834: 46 - 1871: 54 - 1890: 52 |

#### Kratzhammer

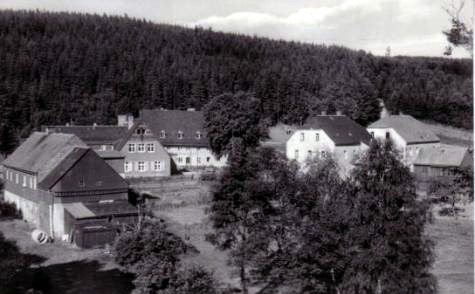
Kratzhammer kolem roku 1966

Ve starém hamru (Pochwerk) s tavicí pecí byla zpracovávána již hrubě opracovaná rudu obsahující hornina, aby se z ní dostaly poslední zbytky. Jméno "Kratzhammer" tedy pochází od německého slova kratzen=škrábat. Později byla budova hamru používána jako řeznictví a hospoda: lennímu statku bylo uděleno právo péci, porážet dobytek, nalévat víno a čepovat pivo. Potom se z budovy stalo rekreační středisko a v časech NDR byly do sálu postaveny stroje, na kterých pracovali zde ubytovaní lesničtí učni z Mosambiku. Po převratu byly stroje demontovány, hostinský sál byl zase používán a nastěhovali se noví přesídlenci, kteří později opět odešli. Hostinec s pamětní síní George Bähra (Frauenkirche) zůstal zachován.

## Významní místní rodáci
- George Bähr (* 15. března ve Fürstenwalde, † 16. března 1738 v Drážďanech) – protestantský barokní architekt, stavitel drážďanského chrámu Frauenkirche (1722). O životě a díle tohoto velkého stavitele saského baroka byla v Hammerschänke zřízena pamětní místnost a ve vesnici postaven obelisk.
- Johann August Görenz (* 10. července 1767 Fürstenwalde/Erzgebirge † 3. února 1836 Schwerin) – knihovník, učitel, filolog, vedl klasické gymnázium Fridericianum Schwerin
- Johann George Schmidt (Schmid) (* 1707 Fürstenwalde/Erzgebirge † 24. července 1774 Dresden) – stavitel, tesařský mistr

## Kultura a pamětihodnosti

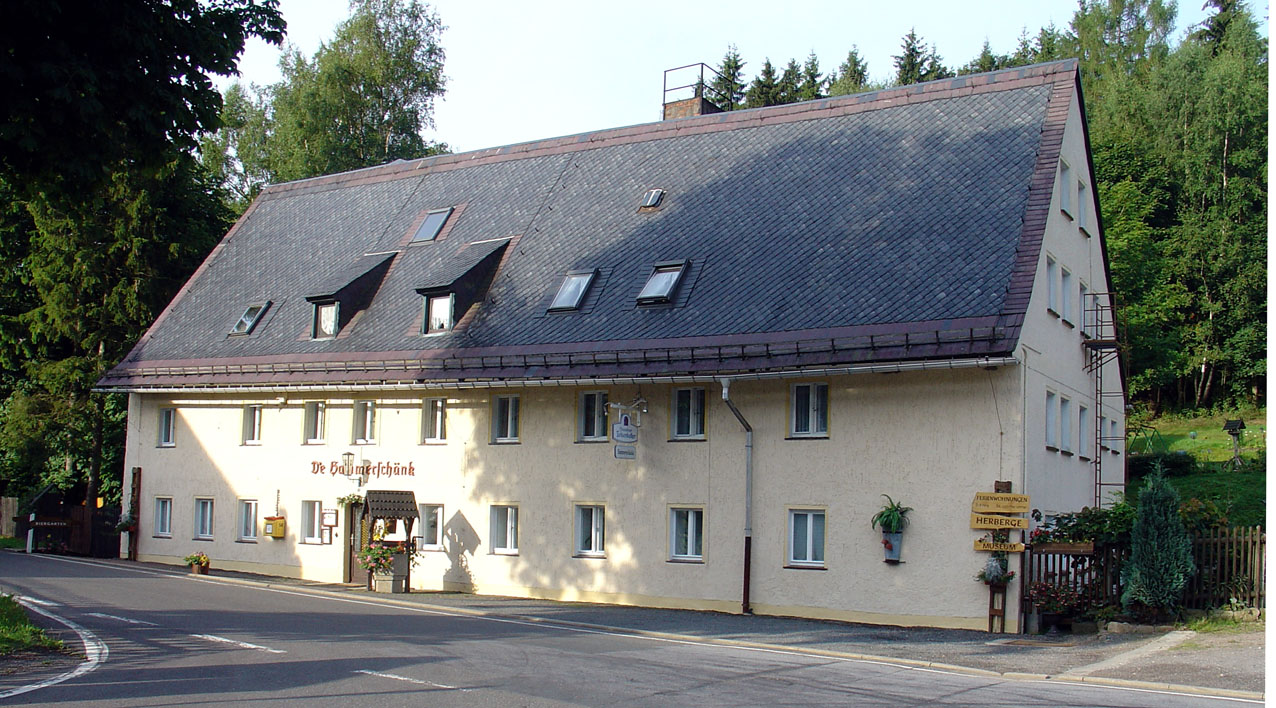
"de Hammerschänk" (Kratzhammer))

### Muzea, pamětihodnosti
- Pamětní místnost George Bähra v Kratzhammeru (Hammerschänke)
- Rezervace tetřívka
- Přírodní rezervace "Fürstenauer Heide" – Fürstenauské vřesoviště
- Projekt ochrany přírody horské louky východních Krušných hor
- Nové vysazování syslů spolkem BUND Landesverband Sachsen e. V.

### Stavby
- Rodný dům George Bähra ve Fürstenwalde
- Černý Kříž na hranici s Českem, na Kyšperském průsmyku
- Vesnický kostel ve Fürstenwalde
- Čtvrtmílový sloup (1732) na staré drážďansko-teplické poštovní silnici v Hartě
- Kamenný kříž "Schneiderkreuz" poblíž silnice do Liebenau
- Náhrobní kámen "Haberfeld" (blízko Rudolphsdorfu)

### Sport a volný čas
- rybník ke koupání v dolní části obce, poblíž Kratzhammeru
- bowlingová dráha v Kratzhammeru
- fotbalová hřiště v Kratzhammeru a mezi horní obcí a Müglitz (leží u lesa za obcí)
- oblíbená skála pro lezení "Grafenstein" mezi Kratzhammerem a záchytnou povodňovou nádrží Lauenstein

### Pravidelné akce
- Masopust ve Fürstenwalde (o masopustním úterku a začátkem listopadu), organizuje Fürstenwalder Karnevalsklub e. V. (FKK e. V.) (založeno 1971)
- Místní slavnosti ve Fürstenwalde (první víkend v červenci)
- Hasičská slavnost
- Slavnost slunovratu

## Partnerské obce
- Fürstenstein (Bavorsko)